# Momochi Zabuza
Momochi Zabuza is een personage uit de Japanse manga en animeserie Naruto.

## Achtergrond
Momochi Zabuza (nooit meer opnieuw doden) werd geboren in het Verborgen Mistdorp (Kirigakure) in het Land des Water. In Kirikagure bestond een vreemd ritueel voor jonge kinderen die Genin wilden worden: ze werden in koppels van twee tegenover elkaar in gevecht gezet, en diegene die uiteindelijk stierf faalde. De ander zou Genin worden. Een jongetje genaamd Zabuza Momochi ruïneerde het hele ritueel door met zijn eigen handen alle deelnemers te vermoorden, terwijl hij niet eens mee zou doen aan het ritueel. Deze daad gaf hem de bijnaam 'Duivel van de Verborgen Mist' (Kirigakure no Kijin). Zabuza werd Genin, later Jounin en nog later kon hij lid worden van de Mist Seven Swordsmen (Kiri no Shinobigatana Nananin Shu) waar hij lid was naast Hoshigaki Kisame en zijn grote zwaard genaamd Kubikiribocho (zanbato) kreeg. Later vond Zabuza Haku, een arme wees. Hij nam Haku aan zijn zijde als een soort pleegzoon. Haku werd loyaal aan Zabuza en beschermde hem wanneer het maar moest. Zabuza leerde het jongetje een levend wapen voor hem te zijn en Haku stemde daarmee in. Later pleegde Zabuza een staatsgreep in het Land des Water en probeerde de Mizukage (de leider) te vermoorden. Het mislukte en Zabuza werd een missing-nin, een gezochte crimineel.

## Capaciteiten
Zabuza specialiseert zich in Waterstijl Ninjutsu, zoals alle (voormalige) leden van de Mist Seven Swordsmen. Naast de technieken die iedere Mist Seven Swordsmen kent heeft hij ook nog een paar technieken exclusief van hemzelf, zoals de Waterstijl: Reuze Waterval Jutsu (Water Release: Great Waterfall Technique, Suiton: Daibakufu no Jutsu) die, zoals de naam het al zegt, een waterval laat ontstaan die Zabuza bestuurt en als wapen gebruikt. Zabuza is ook gespecialiseerd in het stilletjes vermoorden van mensen zonder dat ze het doorhebben. Hierbij wordt hij geholpen door zijn Hidden Mist Technique (Ninpou Kirikagure no Jutsu). Zabuza's speciale training die hij had gekregen toen hij bij de ANBU zat, maakt hem ook gespecialiseerd in het lokaliseren van een vijand door het geluid. Als hij zijn vijand gevonden heeft, gebruikt Zabuza de Silent Homicide Technique (Muon Satsujin no Jutsu) om de vijand te doden zonder dat iemand het opmerkt.

## Plot
Zabuza werd ingehuurd door de drugsbaas Gatô om de bruggenbouwer Tazuna te vermoorden. Tazuna werd op zijn weg naar huis bewaakt door Team 7 (Hatake Kakashi, Haruno Sakura, Uchiha Sasuke en Uzumaki Naruto). Zabuza overvalt hen, maar wordt uiteindelijk verslagen en verwond door Kakashi. Haku verzorgt hem en laat hem weer opknappen. Uiteindelijk komen de groepen elkaar weer tegen op de brug die Tazuna aan het bouwen is. Zabuza en Kakashi gaan in gevecht terwijl Haku Kakashi's studenten voor zijn rekening neemt. Na een gevecht is Zabuza uiteindelijk onbeweegelijk door de opgeroepen ninja-honden van Kakashi en Kakashi komt op hem af om hem te vermoorden met zijn Raikiri. Op het laatste moment, als Kakashi zijn Raikiri bijna tegen Zabuza aan drukt en hem daarmee vermoord, springt Haku ervoor en vervult zijn opgave om een levend schild en wapen voor Zabuza te zijn. Haku sterft en Zabuza is bevrijd. Zabuza valt Kakashi aan, maar Kakashi weet beide zijn armen uit te schakelen. Dan verschijnt Gatô met het bericht dat het het plan was dat Zabuza en Kakashi dan maar samen met Tazuna moesten sterven. Achter Gatô verschijnt een leger voormalige ninja ingehuurd voor de lynchpartij. Uzumaki Naruto schreeuwt naar Zabuza dat hij een rotzak is, omdat hij geen enkele emotie toont over de dood van Haku. Dan begrijpt Zabuza wat Haku voor hem betekende en wordt woest. Hij rent op Gatô af en steek hem neer waarna hij in de rivier valt en overlijdt. Daarna steken Gatô's huurlingen zwaarden en messen in Zabuza en hij overlijdt aan zijn verwondingen, liggend naast Haku.